# Juravorstadt 9

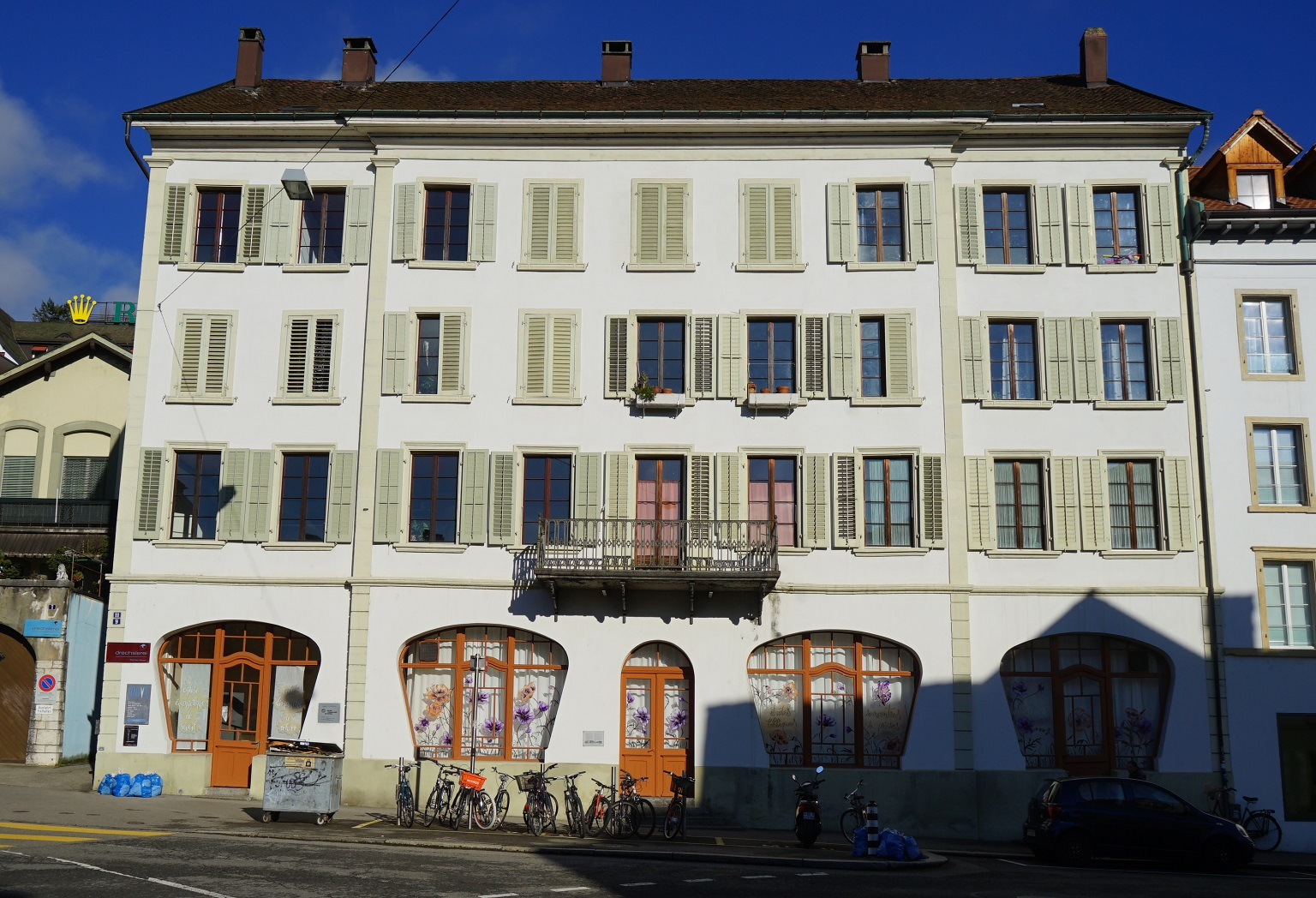
Strassenseitige Ansicht (2022)

Die Liegenschaft Juravorstadt 9 in Biel (französisch Bienne) im Kanton Bern in der Schweiz wurde als Brauerei und ehemaliges Volkshaus bekannt. Die Dependenz des «Gasthofs zum Jura» wurde 1854 als erstes Haus einer Wohnhauszeile mit Kaufläden erbaut. Das «mächtige» Gebäude in der Formensprache des Spätklassizismus wurde 2003 im Bauinventar als «schützenswert» verzeichnet.

## Lage
Das Bauwerk ist der «markante» Kopfbau der nördlichen Häuserzeile der Juravorstadt. Es prägte den Juraplatz, den seinerzeit drei grosse Gasthöfe umstanden. Gegenüber der «Brasserie Walter» stand das Hotel-Restaurant «Cheval Blanc». Westlich benachbart steht noch das ehemalige Zollhaus.

## Geschichte
Der württembergische Bierbrauer Franz Walter eröffnete 1862 eine Wirtschaft. Vier Jahre später verlegte er die Brauerei in Bözingen nach Biel und gründete die «Bierbrauerei Walter». Die Bieler Architekten Haag & Frey errichteten 1882 im Hof ein neues Brauereigebäude. Als die Brauerei 1905 mit der «Seelandbrauerei» fusionierte, wurde der Braubetrieb eingestellt. Das Restaurant erhielt 1906 grosse Jugendstilfenster, die Jules Aebi entworfen hatte.
Zehn Jahre später planten Saager & Frey eine erneuten Umbau, da das Volkshaus vom ehemaligen Abtenhaus hierher umzog. Die ehemaligen Lokalitäten der Brauerei nahmen den Saal mit einer Bühne auf. Der neue Versammlungsort wurde am 3. September 1916 feierlich eingeweiht. Die Arbeiterschaft der Stadt zog 1932 in das neu erbaute Volkshaus im Stadtzentrum um.
Das Haus in der Juravorstadt diente Wohnzwecken und nahm im Erdgeschoss eine Möbelhandlung, ein Uhrenatelier oder die gegenwärtigen Lokalitäten für Vereins- und Übungszwecke auf. Eine behutsame Renovation der Hauptfassade erfolgte 2002.

## Beschreibung
Das Gebäude ist ein Putzbau mit vier Geschossen und neun Fensterachsen. Der Bau ist achsensymmetrisch und trägt ein traufständiges Satteldach. Der fünfachsige Mittelrisalit tritt nur leicht hervor. Die Strassenfassade wird durch Pilaster und ein Gesims über dem Erdgeschoss gegliedert. Die Fenster haben Läden und sind geteilt. Die zentrale Achse wird durch den Eingang und einen Balkon mit «gutem Geländer» akzentuiert. Die Westseite ist ebenfalls reich befenstert und zeigt Serliana im Giebelfeld. Die Fenster im Erdgeschoss sind etwas jüngere Fenster als die «auffälligen» Jugendstilfenster der Strassenseite.

## Belege
1. 1 2 3  Denkmalpflege des Kantons Bern: Biel/Bienne, Juravorstadt 9. In: Bauinventar des Kantons Bern. Kanton Bern, abgerufen am 14. Januar 2024.

Koordinaten: 47° 8′ 35,4″ N, 7° 14′ 50″ O; CH1903: 585482 / 221373